# Парламентаризам у Краљевини Србији
Парламентаризам у Краљевини Србији постојао је у раздобљу од 1882. до 1918. године. На изборима у том периоду, бирани су народни посланици за Народну скупштину Краљевине Србије која је заседала у Београду или Нишу. Овим изборима су претходили избори у Кнежевини Србији.

## Историјат
Уколико се о зачецима скупштина у Србији може говорити још с почетка 19. века, о образовању модерних политичких странака може бити речи тек крајем тог века. У доба Првог српског устанка појавила се установа Правитељствујушћи совјет, за владавине кнеза Милоша Обреновића деловале су скупштине нахијских кнезова, да би први Устав Србије из 1835. године предвидео установу Народне скупштине. Потом се група либерала, која је деловала на јавној и политичкој сцени средином 19. века у Србији, залагала за увођење парламентаризма западноевропског типа и иницирала доношење Закона о Народној скупштини 1858. године. У даљем развоју парламентаризма у Србији појавила се и установа Уставотворне скупштине. Године 1869. она је донела Устав, према којем је коначно део законодавне власти пренет на Скупштину.
Претпоследња деценија 19. века била је време ка да су се и формално организовале одређене политичке странке у Србији, које ће, мање или више, чинити окосницу политичког живота у њој до стварања нове државе 1918. године. У време стицања државне независности, после Берлинског конгреса 1878, у Србији су се могле уочити три политичке струје: либерална, конзервативна и радикална. Дакле, три српске политичке странке које су одредиле историју модерне српске уставности, и као идеје и као праксе – Либерална, Напредна и Радикална стварно су постојале већ од раније и њихово званично организовање 1881. само је означило почетак отвореног, парламентарног, али и ван парламентарног сукоба њихових, већ јасно дефинисаних, темељно различитих идеолошко-доктринарних и практично-политичких пројеката.
Србију су кроз ратове 1876–1878. водили либерали. Ова политичка група задржала је власт и после Берлинског конгреса да би на њој остала још нешто преко две године. Друштвену основу либерала чинили су богати трговци, зачетници индустријске и финансијске буржоазије, богати сељаци, за тим чиновничка интелигенција и више свештенство. За владавине либерала јачала је политичка група конзервативаца (напредњака), превасходно уз подршку кнеза Милана Обреновића. Социјална основа напредњака била је слична социјалној основи либерала. И идеолошке и програмске сличности између напредњака и либерала биле су очигледне. Формирани на тековинама западноевропског либерализма, научног позитивизма и национализма, и једни и други су сматрали да је грађанско друштво најсавршенији облик људског удруживања.
На другој страни политичког фронта налазила се Радикална странка. Док су либерали и напредњаци своју политичку основу имали у владајућој интелектуалнополитичкој елити, дакле у уском социјалном сегменту, Радикална странка имала је најширу социјалну основу и представљала је у почетном периоду деловања масован политички покрет. Масовност је била последица чињенице да су присталице потицале претежно из већинског дела становништва тадашње Србије сеоског. Крајем 19. века преко 80% становништва било је сеоско. Подаци говоре да је Радикална странка у првим годинама постојања имала око 45.000 уписаних чланова, као и да је међу њима било највише сеоске сиротиње, те нешто средњака, а потом и нижег свештенства, учитеља, део средњошколских професора, интелектуалаца слободних професија и, коначно, велики број ситних трговаца (дућанџија) и део занатлија.
Либерали и напредњаци, с једне, и радикали, с друге стране политичког фронта, били су присталице парламентаризма. Међутим, у оквиру парламентарног система либерали и напредњаци давали су предност извршној власти (влади), док је за радикале, гласне заговорнике „народног суверенитета“, средишње место одлучивања требало да буде Народна скупштина. Насупрот оваквим јавним залагањима политичких странака, стварни центар политичке моћи и одлучивања налазио се на трећем месту – код монарха. У развоју демократских и парламентарних односа и установа у Србији крајем 19. века све три политичке странке нису учествовале са подједнаком снагом нити су имале подједнаких заслуга. Радикална странка представљала је у тој борби најактивнији и „најпожртвованији одред“. Више од две деценије водила је политичку борбу за ограничавање политичке моћи монарха. Међутим, његову власт нису угрожавале ни најубедљивије победе Радикалне странке на изборима у последње две деценије 19. века. Тако је и после велике победе на изборима одржаним 1893, када је освојила 88% гласова, уследио готово десетогодишњи период (до 1903) током којег је захваљујући моћи монарха дошло до слабљења радикалске а јачања конзервативне опције у Краљевини Србији. Коначно, све три странке, свака на свој начин, дале су допринос да почетком 20. века модерна демократија и парламентаризам однесу превагу над влашћу монарха.
Пред крај овог периода на политичкој сцени јавила се још једна значајна организована политичка снага – Самостална радикална странка. Истраживања указују да су се у Радикалној странци већ средином последње деценије 19. века осећале две струје. Коначни раскол настао је 1901. године, када је краљ Александар Обреновић октроисао Устав и када је настала радикалско - напредњачка влада. Мањина у Радикалној странци, махом млађи радикали, није прихватила Априлски устав, а ни радикалско - напредњачку „фузију“. Године 1902, део либералних елемената из редова Радикалне странке, незадовољних њеном опортунистичком политиком у односу на апсолутистичку владавину последњих Обреновића, образовао је Самосталну радикалну странку.
Период од 1903. до година Првог светског рата обележила је доминација две политичке странке у политичком и парламентарном животу Краљевине Србије – Радикалне и, из ње настале, Самосталне радикалне странке. Либерална и Напредна странка временом су политички маргинализоване. О томе сведоче резултати пет избора (1903, 1905, 1906, 1908 и 1912) колико је одржано у овом периоду. На првим изборима одржаним 1903. године радикали су освојили 38,3%, самосталци 36,5%, либерали 17,8% и напредњаци 6% гласова бирача. На последњим изборима одржаним у овом периоду – 1912. године радикали су добили 39,8%, самосталци 25,7%, либерали 6,0% и напредњаци 3,2%.
У завршном разматрању студије Парламентаризам у Србији 1903–1914, Олга Поповић-Обрадовић закључује да је српски парламентаризам сувише краткотрајан да би се његове основне институције могле јасно профилисати. И улога
краља и партијски систем и однос између скупштине и владе – за све време су били у процесу дефинисања.
Деловање српских политичких странака настављено је и у ратним годинама (1914–1918), али примерено датим околностима. Одржаване су седнице парламента и током боравка „државе“ у изгнанству. Водеће политичке странке задржале су политичка вођства са којима су и ушле у ратне године.

## Попис парламентарних избора

### Избори извршени на основу Устава из 1869. а после проглашења Краљевине 1882.
- Парламентарни избори у Краљевини Србији 1883.
- Парламентарни избори у Краљевини Србији 1884.
- Парламентарни избори у Краљевини Србији 1886.
- Парламентарни избори у Краљевини Србији 1887.
- Парламентарни избори у Краљевини Србији, фебруар 1888.
- Избори за Велику народну скупштину Краљевине Србије 1888.

### Избори извршени на основу Устава из 1888.
- Парламентарни избори у Краљевини Србији 1889.
- Парламентарни избори у Краљевини Србији 1890.
- Парламентарни избори у Краљевини Србији, фебруар 1893.
- Парламентарни избори у Краљевини Србији, мај 1893.

### Избори извршени на основу враћеног Устава из 1869.
- Избори за народне посланике Краљевине Србије 1895. Одржани 7. априла 1895.
- Избори за народне посланике Краљевине Србије 1897.
- Избори за народне посланике Краљевине Србије 1898.

### Избори извршени на основу Устава из 1901.
- Парламентарни избори у Краљевини Србији 1901.
  - Избори народних посланика 22. маја 1901.
  - Избори Сенатора 5. августа 1901.
- Парламентарни избори у Краљевини Србији 19. маја 1903.

### Избори извршени на основу Устава из 1903.
- Избори за народне посланике Краљевине Србије 1903. Одржани 8. септембра 1903.
- Избори за народне посланике Краљевине Србије 1905. Одржани 10. јула 1905.
- Избори за народне посланике Краљевине Србије 1906. Одржани 11. јуна 1906.
- Избори за народне посланике Краљевине Србије 1908. Одржани 18/31. маја 1908. бирано 160 посланика.
- Избори за народне посланике Краљевине Србије 1912. Одржани 1. априла 1912.

Требало је да се парламентарни избори одрже 1914, али због избијања Првог светског рата скупштина је ванредно сазвана за изборе 1912.

## Политичке странке у Краљевини Србији
- Либерална странка (Србија)
  - 1903. дели се у две странке, Национална странка и Либерално-демократска странка.
    - Обе странке се 1904. године удружују под називом Народна странка.
- Српска напредна странка (Краљевина Србија)
- Народна радикална странка
- Српска социјалдемократска партија
- Самостална радикална странка
- Српска народна сељачка слога

Пред крај Краљевине Србије Петар Максимовић је основао Привредно-демократску странку после Другог балканског рата, а у предвечерје Првог светског рата Живојин Перић је основао Српску конзервативну странку.

## Српске парламентарне странке у Краљевини СХС
Основу српске политичке групације у новој држави чиниле су политичке странке које су имале више деценијско искуство политичке и парламентарне борбе у Краљевини Србији.
Политичко - страначку основу Краљевине чиниле су партије од којих су неке настављале живот од пре 1918, а друге биле тек створене. Међу мноштвом странака које су започеле деловање у новим државним оквирима, највеће и најутицајније биле су оне из српског политичког корпуса – Радикална и Демократска странка.
Радикална странка ушла је у нову државу као странка са најдужом партијском традицијом, најбројнијим чланством и са најкомпактнијим и најауторитативнијим вођством. Неприкосновени предводник остао је Никола Пашић. Социјална основа странке тек је незнатно измењена. У новој држави радикали су били странка ситног и средњег грађанства, чиновништва, војске и сељаштва. У новонасталим околностима странка је проширивала утицај и ван простора негдашње Краљевине Србије, првенствено на „српске покрајине“ у новој јужнословенској држави. Доминантан положај на власти који су радикали имали у Краљевини Србији, у прилично хомогеној политичкој средини, било је тешко одржати у измењеним политичким условима, у многонационалној државној заједници у којој су у првом реду дошле до изражаја националне и социјалне супротности, иза којих су стајали различити политички интереси.
Демократска странка образована је фебруара 1919. у Сарајеву, од више либерално - демократских странака и група са простора нове државе, по свом националном саставу претежно српских. Настала је фузијом Хрватско - српске коалиције под вођством Светозара Прибићевића и србијанских странака: Самосталне радикалне, Напредњачке и Либералне странке, као и словеначких либерала и других политичких група из Босне и Херцеговине, Македоније и Црне Горе. Лидер нове странке био је до тадашњи лидер Самосталне радикалне странке Љубомир Давидовић.